# Alberto Augusto Diniz
Alberto Augusto Diniz (Barbacena, 30 de outubro de 1868 — ?, 16 de outubro de 1956) foi um político brasileiro. Exerceu o mandato de deputado federal constituinte pelo Acre em 1934.

## Biografia
Seus pais, Francisco José Diniz e Ambrosina de Oliveira Pena Diniz, tinham descendência de tradicionais famílias de Minas Gerais. Casou-se com Maria Helena de Abranches Diniz, também pertencente à tradicional família do estado.

## Formação Acadêmica
Iniciou os estudos no Colégio Abílio, em Barbacena (MG), e, depois, mudou-se para São Paulo, formando-se na Faculdade de Direito no ano de 1890. Pela mesma instituição, passaram duas figuras que, posteriormente, assumiriam o cargo da presidência do Brasil: Venceslau Brás e Delfim Moreira.

## Trajetória Política
De volta ao seu estado natal, atuou como promotor público em Ouro Preto em 1891.
Por mais de um ano, atuou como juiz municipal de São João del Rei. Como advogado, trabalhou em Leopoldina e Manhuaçu, ambas em Minas Gerais, até se tornar diretor da Recebedoria do estado, após a nomeação de Crispim Jacques Bias Fortes. Permaneceu nesta função até 1898. Em seguida, atuou como fiscal do governo em Juiz de Fora.